# Bleu électrique
Le bleu électrique est un nom de couleur de fantaisie utilisé dans le domaine de la mode et de la décoration. Il désigne à l'origine une nuance de bleu ciel un peu passé. Par la suite, on trouve sous cette dénomination toutes sortes de bleus.
On trouve en peinture vinylique un bleu électrique 032 ; en perruque un autre, approximativement ainsi. Certains fabricants réservent la désignation à des bleu ciel moirés dont la couleur change selon l'angle de vision. C'est aussi le cas des satins, dont un ruban se vend en bleu électrique 271.

## Origine
L'électricité n'a pas de couleur. L'expression « lumière bleue électrique » désigne, dans la première moitié du XIXe siècle, la couleur de l'éclairage à l'arc qui dans la lumière de l'éclairage au gaz semble bleue. Mais peut-être pense-t-on aux décharges spectaculaires des machines électrostatiques. Un marchand de tissu lance la couleur « bleu électrique » en 1882 :

« Voici ce qu'écrit dans le dernier numéro de la Revue de la Mode, Mme Marie de Saverny, dont le nom fait autorité pour toutes les choses de toilette :
On sait que la maison de l'Union de Indes offre chaque saison à sa clientèle un choix de charmantes nouveautés d'un goût tout parisien […] Pour les costumes élégants ou simples, voici […] le joli voile de religieuse, en deux qualités différentes et 200 nuances. […] Dans ces lainages, le bleu paon sera un des plus en vogue, puis les nouvelles teintes ; bleu électrique, lapis, chasseur, amadou, bleu Suez, la comète, la fameuse nuance ficelle, la crevette, le corail, rouge chaudron, etc. »

— Le Monde illustré, 18 mars 1882.
Du point de vue de la couleur, le bleu de l'éclairage électrique, par rapport à celui du gaz, est un bleu ciel ; ce nom de couleur vaut surtout par la célébration du progrès que symbolise l'électricité. Certains trouvent qu'on en fait trop :

« Il y a aussi quelques nuances à nom catapultueux, bleu électrique, puce mourante, fraise écrasée, abricot sporadique. »

— Le Figaro, 19 août 1885.